# Rökkurró
Rökkurró es un grupo musical islandés fundado en 2006 en Reikiavik. Su primer álbum fue Það kólnar í kvöld... (que significa "Se está haciendo más frío esta noche" en islandés). Salió al mercado en 2007 en Islandia, Europa y Japón, tras lo cual se inició un tour nacional y otro por Alemania, Países Bajos y Suiza junto a Ólafur Arnalds. En 2010 salió al mercado su siguiente disco Í Annan Heim (En otro mundo), cuya producción corrió a cargo de Alex Somers. Rökkurró comenzó a trabajar en su tercer álbum en 2013. 

## Discografía
- 2007: Það kólnar í kvöld..
- 2010: Í Annan Heim
- 2014: Innra